# Uli Stielike
Ulrich "Uli" Stielike (født 15. november 1954 i Ketsch, Vesttyskland) er en tidligere tysk fodboldspiller, der som forsvarer eller alternativt midtbanespiller på Vesttysklands landshold var med til at blive europamester ved EM i 1980, samt nr. 2 ved VM i 1982. På klubplan spillede han for Borussia Mönchengladbach, spanske Real Madrid, samt Neuchâtel Xamax i Schweiz. Med alle tre klubber vandt han adskillige titler.
Efter sit karrierestop har Stielike desuden gjort karriere som træner, og har blandt andet stået i spidsen for Schweiz' landshold, Elfenbenskystens landshold samt SV Waldhof Mannheim i hjemlandet.

## Titler
Bundesligaen
- 1975, 1976 og 1977 med Borussia Mönchengladbach

DFB-Pokal
- 1973 med Borussia Mönchengladbach

La Liga
- 1978, 1979 og 1980 med Real Madrid

Copa del Rey
- 1980 og 1982 med Real Madrid

Copa de la Liga
- 1985 med Real Madrid

Schweizisk Superliga
- 1987 og 1988 med Neuchâtel Xamax

UEFA Cup
- 1975 med Borussia Mönchengladbach
- 1985 med Real Madrid

EM
- 1980 med Vesttyskland